# Johann Morant
Johann Morant (* 7. April 1986 in Belfort) ist ein französischer Eishockeyspieler, der zuletzt bei den ZSC Lions in der National League unter Vertrag stand.

## Karriere
Der in Belfort geborene Morant durchlief seine gesamte Juniorenlaufbahn im Nachwuchs des HC Ajoie. In der Saison 2002/03 gab er sein Debüt im Dress der Jurassier in der Nationalliga B. 2005 folgte der Wechsel zu Grenoble Métropole Hockey 38, wo er nebst Einsätzen für die Juniorenauswahl hauptsächlich für die erste Mannschaft in der Ligue Magnus kam. Nach nur einer Saison zog es ihn zum HC Mont-Blanc weiter, wo er ebenfalls für den Nachwuchs, sowie für die erste Mannschaft im Einsatz stand. Mit der U22-Equipe gewann er in der Saison 2007/08 die französische Meisterschaft.
Nach dem Triumph folgte die Rückkehr in die Schweiz in die National League B zum HC La Chaux-de-Fonds, wo er sich während den nächsten drei Saisons zum gestandenen Spieler entwickelte. Im Januar 2011 wurde Morant, nach Ausscheiden aus den NLB-Playoffs, zum SC Bern transferiert, wo er bis Ende Saison jedoch nur noch ein Spiel absolvierte. Aufgrund einer Schulterverletzung verpasste er beinahe die ganze Saison 2011/12, sorgte zudem im dritten Spiel des Playoff-Finals gegen die ZSC Lions für Schlagzeilen, als er erst auf ZSC-Verteidiger Cyrill Bühler losstürmte, ihn mit Faustschlägen eindeckte und zudem einen Linienrichter umrempelte. Für diese Aktion wurde Morant von National-League-Einzelrichter Reto Steinmann mit 14 Spielsperren und einer Busse über 1'000 Schweizer Franken bestraft.
Nach dieser unglücklichen Saison wechselte Morant zum HC Lugano. Doch auch dort blieb er nicht länger als eine Saison und wurde nach der Saison an den Lausanne HC abgegeben. Auch diesen Club verließ der französische Verteidiger nach einer Saison wieder. Er wechselte zum EV Zug, wo er seit der Saison 2014/15, die er wegen einer Knieverletzung beinahe vollständig verpasste, im Einsatz steht. In der Champions Hockey League 2015/16 machte Morant mit einer Schlägerei ein weiteres Mal negativ auf sich aufmerksam. Im Spiel gegen die Kölner Haie prügelte er einen Gegenspieler blutig. Zudem erhielt er in derselben Saison die unrühmliche Auszeichnung des NLA-Spielers mit den meisten Strafminuten (116).
Aufgrund hinreichender Einsätze in Schweizer Juniorenligen spielt Morant mit einer Schweizer Lizenz und fällt damit in der National League nicht unter das Ausländerkontingent.
Morant, der zu Beginn seiner Zeit in der National League hauptsächlich als Aggressor angesehen wurde, hat sich in der Zwischenzeit zum gestandenen und anerkannten Verteidiger gemausert. Er ist bekannt für sein emotionsgeladenes Spiel.
Im Oktober 2019 erhielt er von den ZSC Lions einen Vertrag, der ab der Saison 2020/21 galt.

### International
Seine ersten internationalen Einsätze verzeichnete Morant an der U18-WM 2004 für die U18-Auswahl der französischen Nationalmannschaft, die er mit seiner Mannschaft den fünften Platz beendete. Zusätzlich nahm er an zwei U20-WMs teil, nämlich 2005 und 2006. Seine ersten Einsätze für die Senioren-Auswahl bestritt er in der Saison 2011/12. Zu einem Aufgebot an eine Weltmeisterschaft reichte es dem Verteidiger allerdings nie.

## Erfolge und Auszeichnungen
- 2008 Französischer U22-Meister mit dem HC Mont-Blanc
- 2019 Schweizer Pokalsieger mit dem EV Zug

## Karrierestatistik

### International
Vertrat Frankreich bei:
- U18-Junioren-Weltmeisterschaft der Division I 2004
- U20-Junioren-Weltmeisterschaft der Division I 2005
- U20-Junioren-Weltmeisterschaft der Division I 2006
- Qualifikationsturnier für die Olympischen Winterspiele 2014

(Legende zur Spielerstatistik: Sp oder GP = absolvierte Spiele; T oder G = erzielte Tore; V oder A = erzielte Assists; Pkt oder Pts = erzielte Scorerpunkte; SM oder PIM = erhaltene Strafminuten; +/− = Plus/Minus-Bilanz; PP = erzielte Überzahltore; SH = erzielte Unterzahltore; GW = erzielte Siegtore; 1 Play-downs/Relegation; Kursiv: Statistik nicht vollständig)